# Franciszek Pieczka

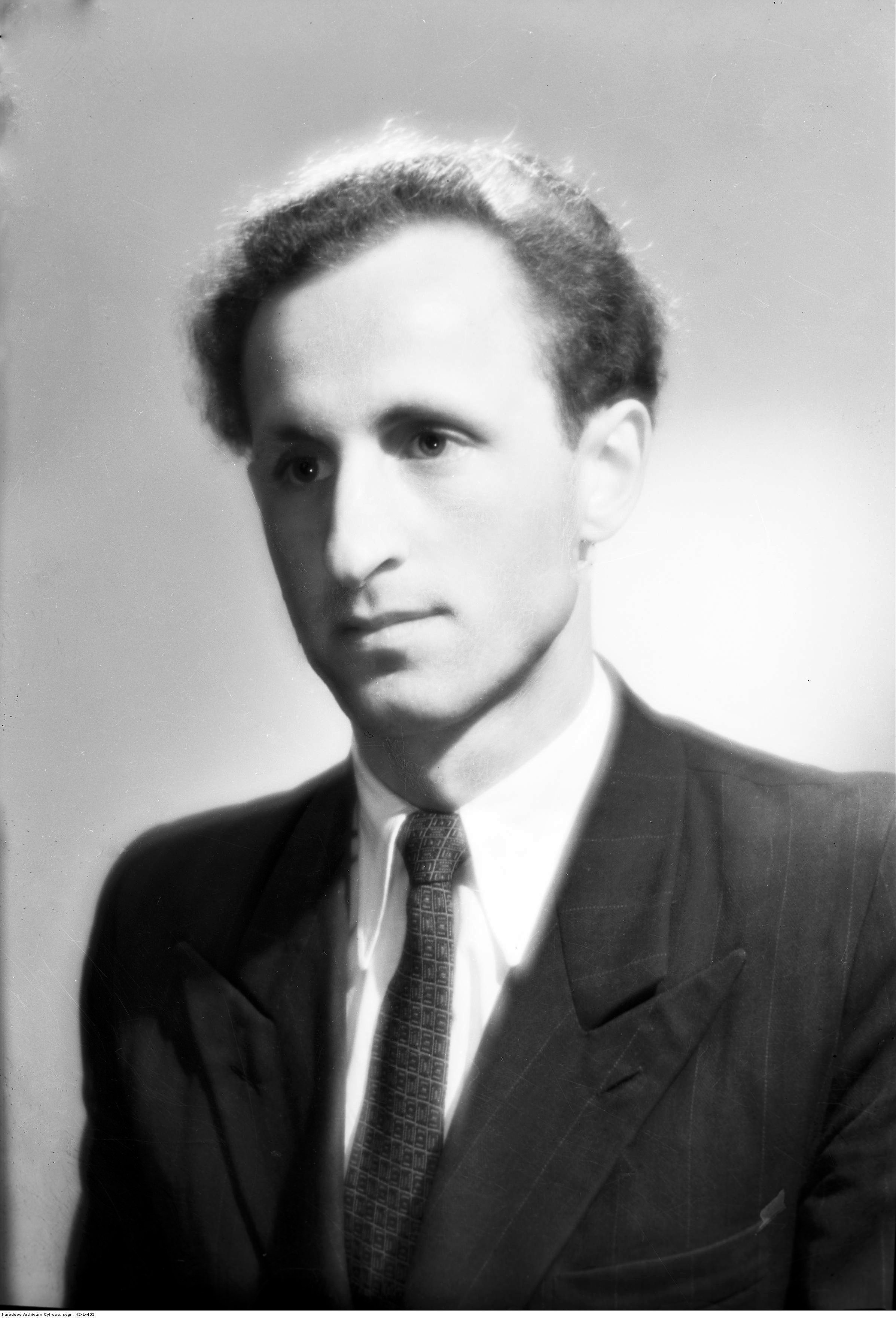
Franciszek Pieczka w 1953

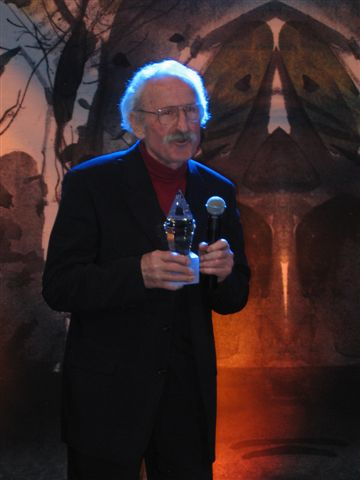
Franciszek Pieczka podczas jubileuszu 80-lecia Andrzeja Wajdy, Warszawa, 6 marca 2006

Franciszek Maksymilian Pieczka (ur. 18 stycznia 1928 w Godowie, zm. 23 września 2022 w Warszawie) – polski aktor filmowy, teatralny, telewizyjny i radiowy. Kawaler Orderu Orła Białego.
Odtwórca blisko 450 ról dramatycznych i komediowych, w tym Gustlika w serialu Czterej pancerni i pies (1966–1970). Współpracował z Krzysztofem Kieślowskim, Wojciechem Jerzym Hasem, Andrzejem Wajdą, Jerzym Kawalerowiczem, Janem Jakubem Kolskim czy Kazimierzem Kutzem. Występował m.in. w spektaklach Konrada Swinarskiego, Jerzego Jarockiego i Zygmunta Huebnera. Jako aktor dubbingowy użyczył głosu postaciom z filmów animowanych i aktorskich, w tym Mateuszowi Cuthbertowi w Ani z Zielonego Wzgórza (1979) i Świętemu Mikołajowi w Opowieściach z Narnii: Lwie, czarownicy i starej szafie (2005).
W plebiscycie „Polityki” na najważniejszych polskich aktorów XX wieku zajął 10. miejsce.

## Życiorys

### Młodość
Urodził się i wychowywał w Godowie, wsi położonej w powiecie wodzisławskim na Górnym Śląsku jako najmłodszy z sześciorga rodzeństwa. Był synem Walerii (Waleski; z domu Popek) i Franciszka (seniora), który brał udział w powstaniach śląskich na ziemi wodzisławskiej.
Uczęszczał do szkoły w Godowie. Ponieważ ojciec aktora był kościelnym, to Franciszek przez pewien czas grywał na organach w miejscowym kościele, pracował na roli i wypasał krowy na łąkach położonych wzdłuż Olzy i jej dopływów, Leśnicy i Piotrówki. Od najmłodszych lat interesował się kinem. Chodził pieszo na seanse kinowe do oddalonego o kilka kilometrów Wodzisławia Śląskiego, a później (po jej przyłączeniu do Polski w 1938) również do pobliskiej Zawady. Po II wojnie światowej pracował jako górnik dołowy, przeżywając w pracy oberwanie się stropu chodnika. Następnie, za namową ojca rozpoczął studia na politechnice w Gliwicach, jednak ostatecznie po miesiącu nauki wybrał studia aktorskie. W 1954 uzyskał dyplom Wydziału Aktorskiego PWST w Warszawie.

### Kariera
Zaraz po ukończeniu studiów, w sezonie 1954/1955 został zaangażowany do Teatru Dolnośląskiego w Jeleniej Górze, gdzie 5 czerwca 1954 zadebiutował w roli Majstra w Szekspirze pilnie poszukiwanym Heinara Kipphardta w reż. Tadeusza Żuchniewskiego. Następnie grał postać Wiśniewskiego w przedstawieniu Chwasty Janusza Warmińskiego w reż. Tadeusza Żuchniewskiego (1954), Adama w spektaklu Dom na Twardej Kazimierza Korcelliego w reż. Tadeusza Żuchniewskiego (1955) oraz wcielił się w rolę Jana Kantego Doręby – towarzysza pancernego w komedii Aleksandra Fredry Gwałtu, co się dzieje! w reż. Kazimierza Czyńskiego (1955).
Potem, mimo propozycji Arnolda Szyfmana angażu do Teatru Polskiego w Warszawie, przeniósł się do prowadzonego przez Krystynę Skuszankę Teatru Ludowego w Nowej Hucie, gdzie występował w latach 1955–1964. W tym czasie grał role m.in. Senatora w Dziadach, Horodniczego w Rewizorze, Kisiela w Geniuszu sierocym, Dżuma w Stanie oblężenia czy Lenniego w Myszach i ludziach. Następnie był aktorem Starego Teatru w Krakowie, prowadzonego przez Zygmunta Hubnera, gdzie szczególnie cenił sobie rolę Woyzecka. W 1969 przeniósł się do warszawskiego Teatru Dramatycznego (rola Marchołta w utworze Jana Kasprowicza). W latach 1975–2015 aktor Teatru Powszechnego w Warszawie.
Po raz pierwszy dostał rolę filmową u Andrzeja Wajdy w Pokoleniu (1954). Następnie zagrał w Matce Joannie od Aniołów Jerzego Kawalerowicza (1960) i Rękopisie znalezionym w Saragossie Wojciecha Jerzego Hasa (1964). Z uwagi na obowiązki sceniczne zrezygnował z roli Wokulskiego w Lalce Wojciecha Jerzego Hasa. Prawdziwym przełomem w jego ekranowej karierze była rola mocarnego Gustlika Jelenia, poczciwego ładowniczego i działonowego czołgu „Rudy” w serialu Czterej pancerni i pies (1966–1970), dzięki której – wspólnie z Januszem Gajosem, Włodzimierzem Pressem i Romanem Wilhelmim – zaskarbił sobie wielką sympatię wśród widzów. Tytułowa kreacja człowieka nadwrażliwego, o duszy dziecka, przez otoczenie uznawanego za półgłówka, żyjącego w harmonii z otaczającą go przyrodą w filmie psychologiczno-poetyckim Witolde Leszczyńskiego Żywot Mateusza (1967) przyniosła mu „Srebrnego Hugo” za najlepszą kreację męską na Międzynarodowym Festiwalu Filmowym w Chicago i nagrodę „Polne Kwiaty” w plebiscycie widzów Wielkopolski. Jako przywódca górników Hubert Siersza w filmie historycznym Kazimierza Kutza Perła w koronie (1971) otrzymał nagrodę na Lubuskim Lecie Filmowym w Łagowie. Wkrótce zagrał Czepca w Weselu Andrzeja Wajdy (1972), proboszcza w Chłopach Jana Rybkowskiego (1973), starego Kiemlicza w Potopie Jerzego Hoffmana (1973–1974), Müllera w Ziemi obiecanej (1974), dziada, Pana Boga w śnie Kaziuka w Konopielce Witolde Leszczyńskiego (1981) i karczmarza Taga w Austerii (1982).
Za tytułową kreację w Jańciu Wodniku (1993) został obsypany nagrodami, m.in. na Festiwalu Polskich Filmów Fabularnych w Gdyni oraz na Międzynarodowym Festiwal Filmów Słowiańskich i Prawosławnych w Moskwie. Występował w takich filmach jak Dwa księżyce Andrzeja Barańskiego (1993), Szabla od komendanta Jana Jakuba Kolskiego (1995) czy Historia kina w Popielawach Kolskiego (1998). W adaptacji powieści Henryka Sienkiewicza Quo vadis (2001) w reż. Jerzego Kawalerowicza wcielił się w postać nowotestamentowego Piotra Apostoła. W 2008 stworzył kreację Ala Lewisa w przedstawieniu Słoneczni chłopcy Neila Simona w reżyserii Macieja Wojtyszki, na deskach Teatru Powszechnego, za którą otrzymał nagrodę im. Cypriana Norwida.
Za poszczególne role, a także wkład w rozwój sztuki teatralnej i filmowej był wielokrotnie nagradzany i odznaczany.
Franciszek Pieczka był honorowym obywatelem gminy Godów (tytuł honorowego obywatela został przyznany w drodze uchwały nr XIX/165/08 Rady Gminy Godów z dnia 26 czerwca 2008 r.).
W 2016 wspomógł akcję walki ze smogiem na rodzinnym Górnym Śląsku, występując w klipie filmowym pt. Nie truj sąsiada! nagranym wspólnie z miastem Wodzisław Śląski.
11 listopada 2017 został odznaczony najwyższym polskim odznaczeniem państwowym, Orderem Orła Białego.
Franciszek Pieczka jest bohaterem dwóch książek Dariusza Domańskiego – wydanej w roku 2013 przez Gminę Godów publikacji pt. Franciszek Pieczka – Mateusz – Woyzeck – Jańcio Wodnik oraz książki z serii „Portrety Przyjaciół D. Domańskiego” pt. Franciszek Pieczka – Portret Przyjaciela „Odczytać dobro…” (Wydawnictwo Studio ACORD 2024).

## Życie prywatne

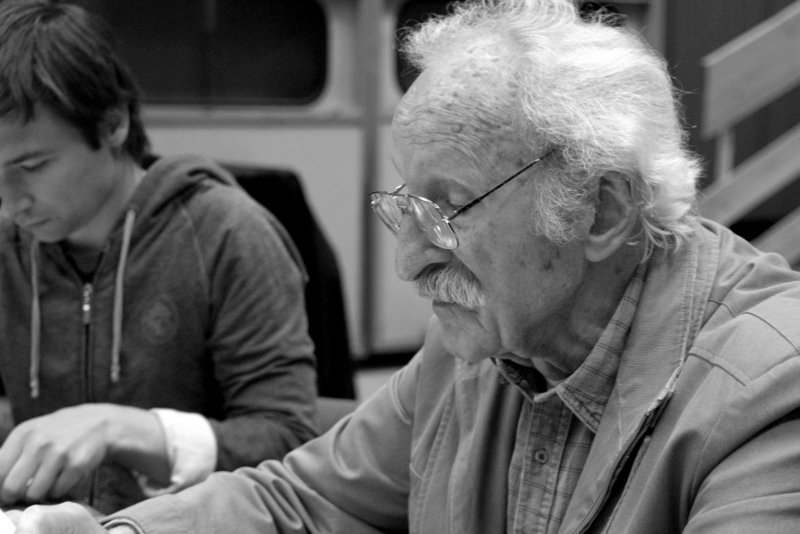
Franciszek Pieczka podczas nagrywania spektaklu w Teatrze Polskiego Radia, 2012 r.

Żoną aktora przez 50 lat była Henryka z d. Witkowska (od 17 lipca 1955), która zmarła w 2004. Publicznie przyznawał się do swojej wiary katolickiej, często udzielał wywiadów tygodnikowi „Gość Niedzielny”.
Mieszkał w Falenicy.

### Śmierć
Zmarł 23 września 2022 w Warszawie. 29 września 2022 po mszy świętej w kościele Najświętszego Serca Pana Jezusa w Warszawie, został pochowany w grobie rodzinnym na cmentarzu w Aleksandrowie. Uroczystości miały charakter państwowy, uczestniczył w nich prezydent RP Andrzej Duda.
Na cmentarzu w Aleksandrowie pożegnali wielkiego aktora Franciszka Pieczkę: dr Józef Musioł – prezes Towarzystwa Przyjaciół Śląska w Warszawie, Daniel Olbrychski, Krzysztof Kumor, Jerzy Fedorowicz, Mariusz Adamczyk, Dariusz Domański.  

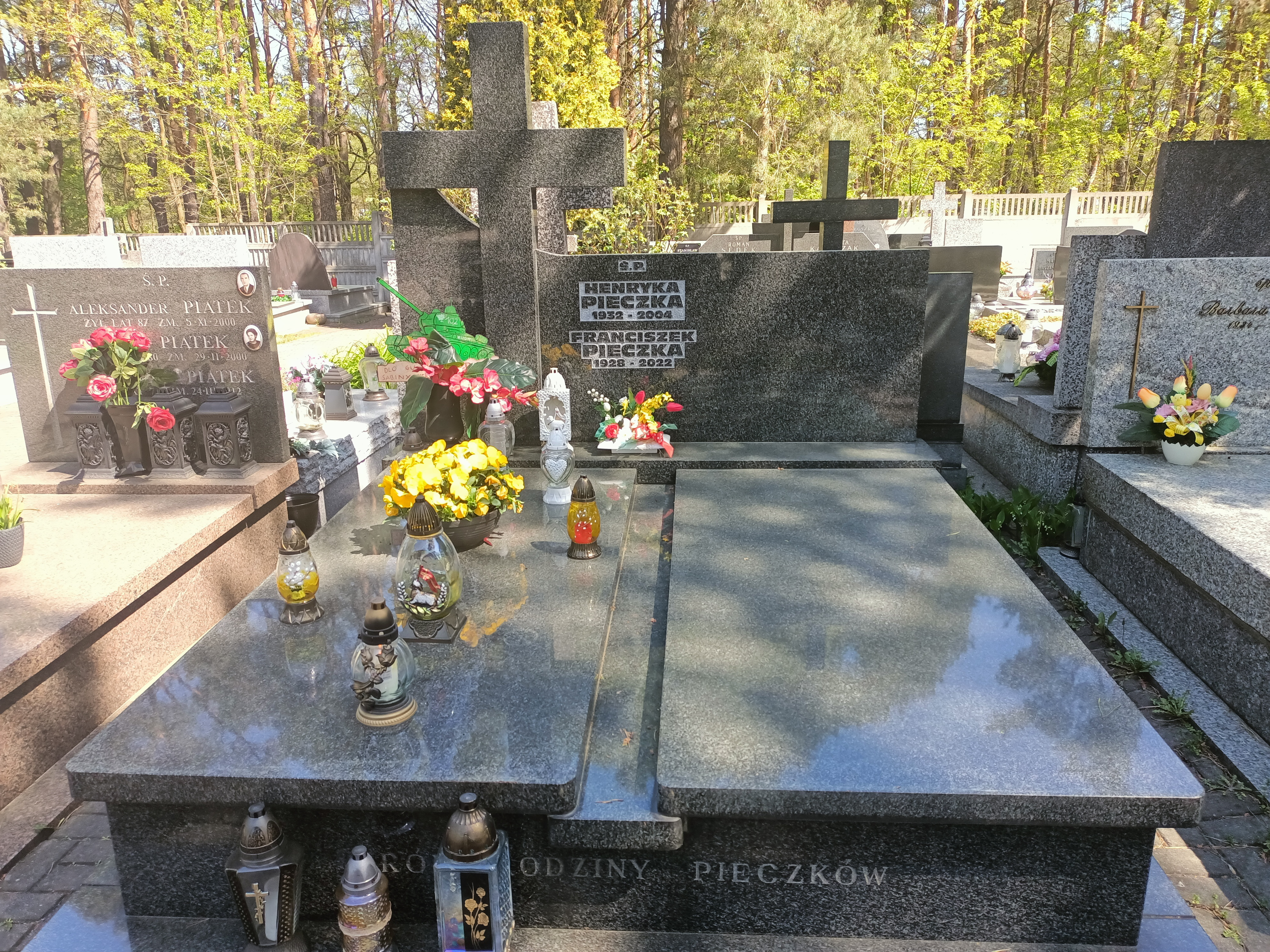
Grób Franciszka Pieczki na cmentarzu w Aleksandrowie

## Filmografia
| Filmy fabularne      |                                                              |                                    |                                             |
| Rok                  | Tytuł                                                        | Reżyser                            | Rola                                        |
| 1954                 | Pokolenie                                                    | Andrzej Wajda                      | Niemiec na patrolu                          |
| 1957                 | Zagubione uczucia                                            | Jerzy Zarzycki                     | mężczyzna z trąbą na krakowskim dworcu      |
| 1958                 | Kalosze szczęścia                                            | Antoni Bohdziewicz                 | pielęgniarz ze szpitala psychiatrycznego    |
| 1960                 | Matka Joanna od Aniołów                                      | Jerzy Kawalerowicz                 | Odryn                                       |
| 1961                 | Zaduszki                                                     | Tadeusz Konwicki                   | Heniutek                                    |
| 1961                 | Kwiecień                                                     | Witold Lesiewicz                   | strzelec Anklewicz                          |
| 1962                 | Szpital                                                      | Janusz Majewski                    | kolejarz                                    |
| 1962                 | Nad rzeką                                                    | Janusz Kubik                       | partyzant                                   |
| 1962                 | Drugi brzeg                                                  | Zbigniew Kuźmiński                 | Stefan Majewski                             |
| 1963                 | Zacne grzechy                                                | Mieczysław Waśkowski               | Eustachy Topór herbu Topór                  |
| 1963                 | Skąpani w ogniu                                              | Jerzy Passendorfer                 | Józef Poczobutt                             |
| 1963                 | Ich dzień powszedni                                          | Aleksander Ścibor-Rylski           | Danysz, adorator Michaśki                   |
| 1964                 | Życie raz jeszcze                                            | Janusz Morgenstern                 | współwięzień Grajewskiego                   |
| 1964                 | Rękopis znaleziony w Saragossie                              | Wojciech Jerzy Has                 | opętany Paszeko                             |
| 1964                 | Późne popołudnie                                             | Aleksander Ścibor-Rylski           | Janusz, sublokator Siankowej                |
| 1965                 | Walkower                                                     | Jerzy Skolimowski                  | organizator zawodów                         |
| 1965                 | Bigos                                                        | Sylwester Szyszko                  | Franek Lalik                                |
| 1966                 | Gdzie jest trzeci król                                       | Ryszard Ber                        | Marczak, konserwator obrazów                |
| 1966                 | Chudy i inni                                                 | Henryk Kluba                       | Tomasz Waliczek „Kosa”                      |
| 1967                 | Żywot Mateusza                                               | Witold Leszczyński                 | Matis                                       |
| 1967                 | Słońce wschodzi raz na dzień                                 | Henryk Kluba                       | Haratyk                                     |
| 1968                 | Tramp oder der einzige und unvergleichliche Lenny Jacobsen   | Peter Lilienthal                   | Joseph                                      |
| 1969                 | Urząd                                                        | Janusz Majewski                    | proboszcz z San Sisto                       |
| 1970                 | Przystań                                                     | Paweł Komorowski                   | Muraszko                                    |
| 1970                 | Legenda                                                      | Sylwester Chęciński                | proboszcz                                   |
| 1970                 | Hydrozagadka                                                 | Andrzej Kondratiuk                 | marynarz                                    |
| 1970                 | Dziura w ziemi                                               | Andrzej Kondratiuk                 | ksiądz                                      |
| 1970                 | Dzięcioł                                                     | Jerzy Gruza                        | dubbing Edek Zdziebko, pracownik supersamu  |
| 1970                 | Album polski                                                 | Jan Rybkowski                      | kolejarz Franek, ojczym Anny                |
| 1971                 | Punkt wyjścia                                                | Jerzy Sztwiertnia                  | Jerzy                                       |
| 1971                 | Przez dziewięć mostów                                        | Ryszard Ber                        | ojciec                                      |
| 1971                 | Perła w koronie                                              | Kazimierz Kutz                     | Hubert Siersza                              |
| 1971                 | Wyzwolenie                                                   | Jurij Ozierow                      | sierżant Pełka                              |
| 1971                 | Kłopotliwy gość                                              | Jerzy Ziarnik                      | tajniak „uśmiechnięty”                      |
| 1971                 | Kareta                                                       | Zdzisław Leśniak                   | rewolwerowiec                               |
| 1971                 | Beczka Amontillado                                           | Leon Jeannot                       | Fortunato                                   |
| 1972                 | Wesele                                                       | Andrzej Wajda                      | Czepiec                                     |
| 1972                 | Szklana kula                                                 | Stanisław Różewicz                 | „Król Życia” (żebrak)                       |
| 1972                 | Kaprysy Łazarza                                              | Janusz Zaorski                     | sołtys Franek                               |
| 1973                 | Ciemna rzeka                                                 | Sylwester Szyszko                  | wójt Mateusz                                |
| 1973                 | Chłopi                                                       | Jan Rybkowski                      | proboszcz                                   |
| 1973–1974            | Potop                                                        | Jerzy Hoffman                      | stary Kiemlicz                              |
| 1974                 | Ziemia obiecana                                              | Andrzej Wajda                      | Muller                                      |
| 1974                 | Pełnia nad głowami                                           | Andrzej Czekalski                  | Andrzej, przewodniczący MRN                 |
| 1974                 | Gniazdo                                                      | Jan Rybkowski                      | Mrokota                                     |
| 1975                 | Till Eulenspiegel                                            | Rainer Simon                       | Dziki Kunc Winterstetten                    |
| 1975                 | Grzech Antoniego Grudy                                       | Jerzy Sztwiertnia                  | Antoni Gruda                                |
| 1976                 | Złota kaczka                                                 | Jerzy Sztwiertnia                  | niewidomy żebrak – bajarz                   |
| 1976                 | Budapeszteńskie opowieści                                    | István Szabó                       | pasażer w tramwaju                          |
| 1976                 | Blizna                                                       | Krzysztof Kieślowski               | Stefan Bednarz, dyrektor kombinatu w Olecku |
| 1977                 | Okrągły tydzień                                              | Tadeusz Kijański                   | Karol Kostka, dziadek Gustlika              |
| 1978                 | Somosierra. 1808                                             | Lucyna Smolińska, Mieczysław Sroka | Andrzej Niegolewski                         |
| 1978                 | Die Frau gegenüber                                           | Hans Noever                        | Simon Schmidt                               |
| 1978                 | Biały mazur                                                  | Wanda Jakubowska                   | Walery Antoni Wróblewski                    |
| 1979                 | Wiśnie                                                       | Michael Gunther, Gerard Zalewski   | Ludwik Grępka                               |
| 1979                 | Racławice. 1974                                              | Lucyna Smolińska, Mieczysław Sroka | prezentujący polityczny teatrzyk kukiełkowy |
| 1979                 | Placówka                                                     | Zygmunt Skonieczny                 | Józef Ślimak                                |
| 1979                 | Paciorki jednego różańca                                     | Kazimierz Kutz                     | Jerzy, syn Habryków                         |
| 1979                 | Jadup und Boel                                               | Rainer Simon                       |                                             |
| 1979                 | Die große Flatter                                            | Marianne Ludcke                    | pan Warga                                   |
| 1979                 | David                                                        | Peter Lilienthal                   |                                             |
| 1980                 | Wäre die Erde nicht rund?                                    | Iris Gusner                        | dziadek Johannes Pieczyński                 |
| 1980                 | Ciosy                                                        | Gerard Zalewski                    | Franciszek                                  |
| 1981                 | Ryś                                                          | Stanisław Różewicz                 | stelmach Alojz                              |
| 1981                 | Konopielka                                                   | Witold Leszczyński                 | dziad / Pan Bóg w śnie Kaziuka              |
| 1982                 | Matka Królów                                                 | Janusz Zaorski                     | węglarz Cyga                                |
| 1982                 | Epitafium dla Barbary Radziwiłłówny                          | Janusz Majewski                    | poseł Piotr Boratyński                      |
| 1982                 | Austeria                                                     | Jerzy Kawalerowicz                 | karczmarz Tag                               |
| 1983                 | Wierna rzeka                                                 | Tadeusz Chmielewski                | Szczepan                                    |
| 1983                 | Na odsiecz Wiedniowi                                         | Lucyna Smolińska, Mieczysław Sroka | Ibrahim Pasza                               |
| 1983                 | Fariaho                                                      | Roland Graf                        | Fussberg                                    |
| 1984                 | Trzy młyny                                                   | Jerzy Domaradzki                   | Durczak                                     |
| 1984                 | Sprawa się rypła                                             | Janusz Kidawa                      | Ludwik Placek                               |
| 1984                 | La dame blanche de Wieliczka                                 | Jorge Fajardo                      |                                             |
| 1985                 | Temida                                                       | Mariusz Malinowski                 | Siewka                                      |
| 1985                 | Siekierezada                                                 | Witold Leszczyński                 | leśniczy Bogdański                          |
| 1985                 | Osobisty pamiętnik grzesznika przez niego samego spisany     | Wojciech Jerzy Has                 | Logan, mąż Rabiny                           |
| 1985                 | Dziewczęta z Nowolipek                                       | Barbara Sass                       | Mossakowski, ojciec Bronki                  |
| 1985                 | Chrześniak                                                   | Henryk Bielski                     | Strzykalski, ojciec chrzestny Purowskiego   |
| 1986                 | Wcześnie urodzony                                            | Krzysztof Gruber                   | Józef Chrobak                               |
| 1986                 | Rykowisko                                                    | Grzegorz Skurski                   | stary Szałaj, ojciec Wiktora                |
| 1986                 | Przyjaciel wesołego diabła                                   | Jerzy Łukaszewicz                  | Witalis                                     |
| 1986                 | Big Bang                                                     | Andrzej Kondratiuk                 | Stasiek Skrzypek                            |
| 1987                 | Sławna jak Sarajewo                                          | Janusz Kidawa                      | Pan Bóg                                     |
| 1987                 | Do domu                                                      | Janusz Zaorski                     | ojciec Szymona                              |
| 1988                 | Złodziej                                                     | Wiesław Helak                      | ojciec                                      |
| 1989                 | Tutajosok                                                    | Judit Elek                         | ojciec Szymona                              |
| 1990                 | Życie za życie. Maksymilian Kolbe                            | Krzysztof Zanussi                  | Banasik, były sąsiad Jana                   |
| 1990                 | Potyautasok                                                  | Sandor Soth                        | więzień Mariusz                             |
| 1990                 | Pogrzeb kartofla                                             | Jan Jakub Kolski                   | Mateusz Szewczyk                            |
| 1990                 | Dobry wieczór, panie Wallenberg (God afton, Herr Wallenberg) | Kjell Grede                        | Papa                                        |
| 1992                 | Szwadron                                                     | Juliusz Machulski                  | Błażej                                      |
| 1992                 | Pograbek                                                     | Jan Jakub Kolski                   | Kaczuba                                     |
| 1992                 | Ördög vigye                                                  | Robert Pajer                       | profesor Jambus Ármin                       |
| 1992                 | Das Land hinter dem Regenbogen                               | Herwig Kipping                     | dziadek                                     |
| 1993                 | Przypadek Pekosińskiego                                      | Grzegorz Królikiewicz              | ksiądz Michalski                            |
| 1993                 | Jańcio Wodnik                                                | Jan Jakub Kolski                   | Jańcio Wodnik                               |
| 1993                 | Dwa księżyce                                                 | Andrzej Barański                   | Szulim                                      |
| 1994                 | Díky za každé nové ráno                                      | Milan Šteindler                    | ojciec Olgi                                 |
| 1994                 | Cudowne miejsce                                              | Jan Jakub Kolski                   | pustelnik                                   |
| 1995                 | Szabla od komendanta                                         | Jan Jakub Kolski                   | Kotek                                       |
| 1995                 | Grający z talerza                                            | Jan Jakub Kolski                   | Marczyk                                     |
| 1995                 | Dzieje mistrza Twardowskiego                                 | Krzysztof Grabowski                | pustelnik Albertus                          |
| 1998                 | Historia kina w Popielawach                                  | Jan Jakub Kolski                   | Wujo Janek                                  |
| 1998                 | Franciszek Pieczka. Portret na 70-lecie                      | Krystyna Piaseczna                 | on sam                                      |
| 2000                 | Syzyfowe prace                                               | Paweł Komorowski                   | Józef, służący Borowiczów                   |
| 2001                 | Requiem                                                      | Witold Leszczyński                 | Bartłomiej Grab                             |
| 2001                 | Quo vadis                                                    | Jerzy Kawalerowicz                 | Piotr Apostoł                               |
| 2004                 | Cud w Krakowie                                               | Diana Groo                         | rabin Lewi                                  |
| 2006                 | Jasminum                                                     | Jan Jakub Kolski                   | święty Roch                                 |
| 2006                 | Ósmy dzień tygodnia                                          | Judit Elek                         | Jeromos                                     |
| 2007                 | Ranczo Wilkowyje                                             | Wojciech Adamczyk                  | Stanisław Japycz                            |
| 2013                 | Nie tylko Gustlik                                            | Adam Kraśnicki                     | on sam                                      |
| 2014                 | Serce, Serduszko i wyprawa na koniec świata                  | Jan Jakub Kolski                   | Droselmajer                                 |
| 2017                 | Syn Królowej Śniegu                                          | Robert Wichrowski                  | Kazimierz                                   |
| 2018                 | Król i aktor                                                 | Roman Anusiewicz, Dariusz Domański | on sam                                      |
| 2018                 | Aktor Pana Boga                                              | Mariusz Malec                      | on sam                                      |
| 2022                 | Hańba                                                        | Tomasz Gąsiorowski                 | on sam                                      |
| Seriale telewizyjne  |                                                              |                                    |                                             |
| Rok                  | Tytuł                                                        | Reżyser                            | Rola                                        |
| 1966–1970            | Czterej pancerni i pies                                      | Konrad Nałęcki, Andrzej Czekalski  | Gustlik Jeleń                               |
| 1970                 | Doktor Ewa                                                   | Henryk Kluba                       | Zalewski, przewodniczący rady narodowej     |
| 1972                 | Chłopi                                                       | Jan Rybkowski                      | proboszcz                                   |
| 1975                 | Ziemia obiecana                                              | Andrzej Wajda                      | Muller, ojciec Mady (odc. 1, 2 i 4)         |
| 1979                 | Ród Gąsieniców                                               | Konrad Nałęcki                     | Franek Gąsienica, syn Pawła (odc. 2 i 3)    |
| 1979                 | Ród Gąsieniców                                               | Konrad Nałęcki                     | Izydor Gąsienica, syn Józka (odc. 6)        |
| 1980                 | Królowa Bona                                                 | Janusz Majewski                    | Piotr Boratyński, poseł na Sejm (odc. 9)    |
| 1982                 | Blisko, coraz bliżej                                         | Zbigniew Chmielewski               | Franciszek Pasternik                        |
| 1988                 | Przyjaciele wesołego diabła                                  | Jerzy Łukaszewicz                  | Witalis (odc. 3, 4 i 5)                     |
| 1988                 | Banda Rudego Pająka                                          | Zbigniew Chmielewski               | Józef Koza, dziadek Kozy (dubbing)          |
| 1993−1994            | Bank nie z tej ziemi                                         | różni                              | św. Piotr zwany „prezesem”                  |
| 1998                 | Syzyfowe prace                                               | Paweł Komorowski                   | Józef                                       |
| 1999                 | Przed burzą                                                  | Bernd Bohlich                      | Ferdinand Domberg                           |
| 2000                 | Słoneczna włócznia                                           | Jerzy Łukaszewicz                  | Atacamenos (odc. 1)                         |
| 2002                 | Quo vadis                                                    | Jerzy Kawalerowicz                 | święty Piotr                                |
| 2002                 | Na dobre i na złe                                            | różni                              | pułkownik Bończa (odc. 125)                 |
| 2007−2009, 2011−2016 | Ranczo                                                       | Wojciech Adamczyk                  | Stanisław Japycz                            |
| 2008                 | Hotel pod żyrafą i nosorożcem                                | Marek Stacharski                   | Franciszek Alba                             |

### Lektor
- 2020: Falenicka Atlantyda
- 2020: Dialog. Życie zapisane w listach

## Dubbing
- 1979: Ania z Zielonego Wzgórza jako Mateusz Cuthbert
- 1988: Banda Rudego Pająka jako głos Józefa Kozy
- 1989:  bajka Guliwer w Krainie Liliputów jako Guliwer
- 2001: Serce z węgla jako narrator
- 2004: Genesis jako narrator polskiej wersji językowej
- 2005: Opowieści z Narnii: Lew, czarownica i stara szafa jako Święty Mikołaj
- 2010: Alicja w Krainie Czarów jako Żaberzwłok
- 2015: Gwiezdne wojny: Przebudzenie Mocy jako Lor San Tekka
- 2016: Lego Gwiezdne wojny: Przebudzenie Mocy jako Lor San Tekka
- 2017: Auta 3 jako Sam Ogon

## Nagrody i odznaczenia

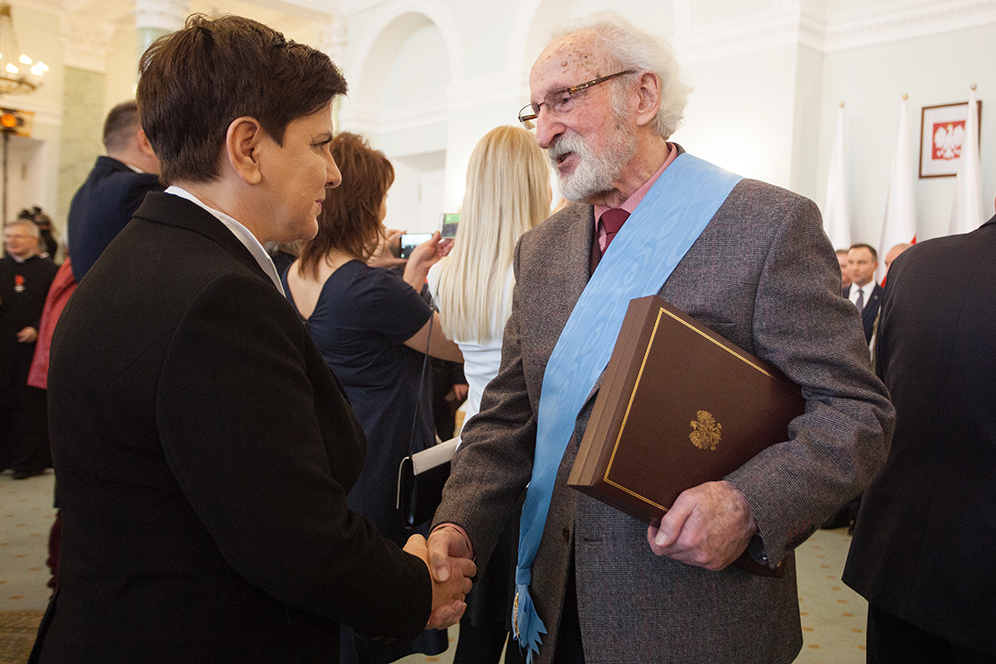
Franciszek Pieczka odbiera gratulacje po odznaczeniu Orderem Orła Białego (2017)

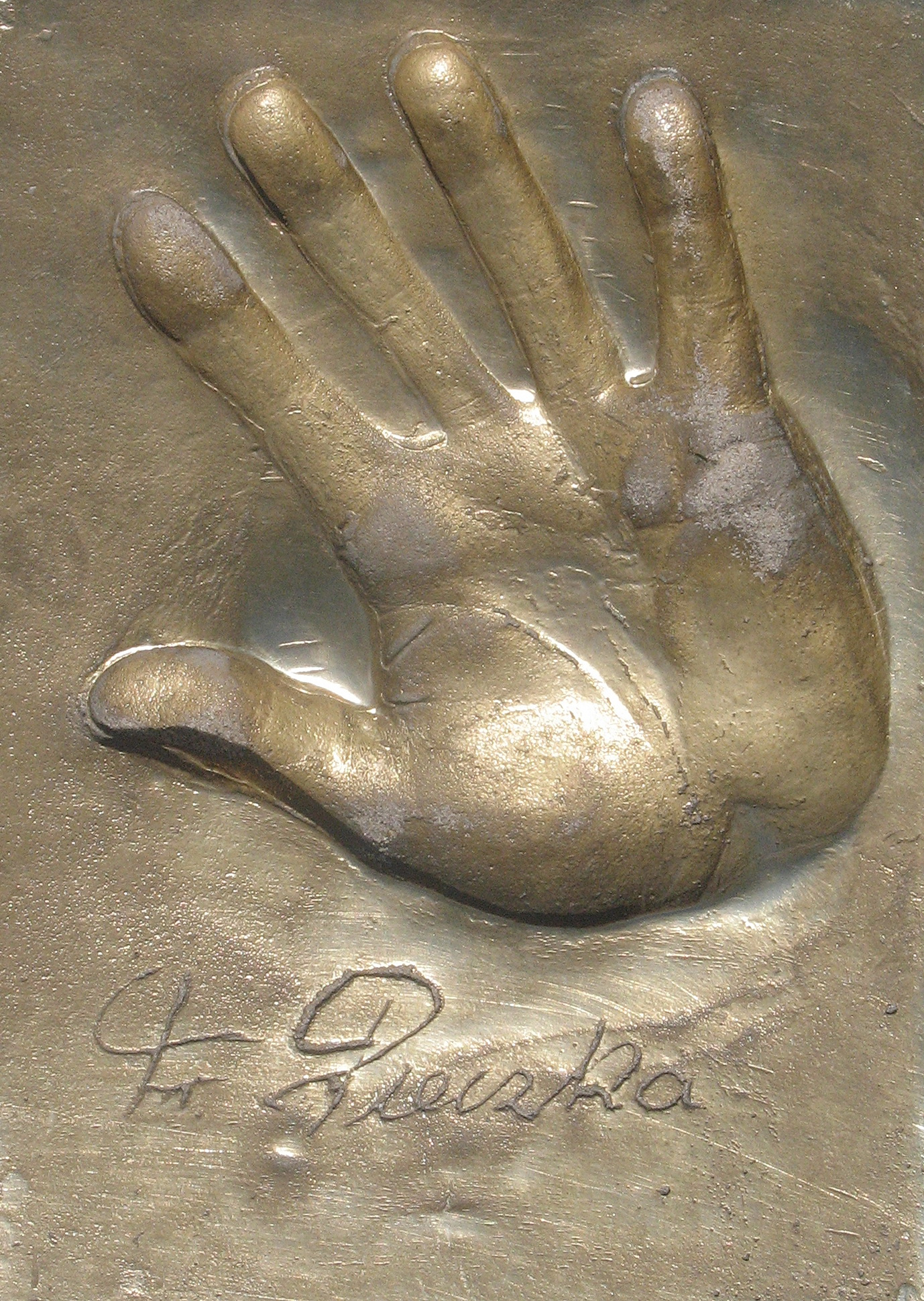
Odcisk dłoni i podpis F. Pieczki w Alei Gwiazd w Międzyzdrojach

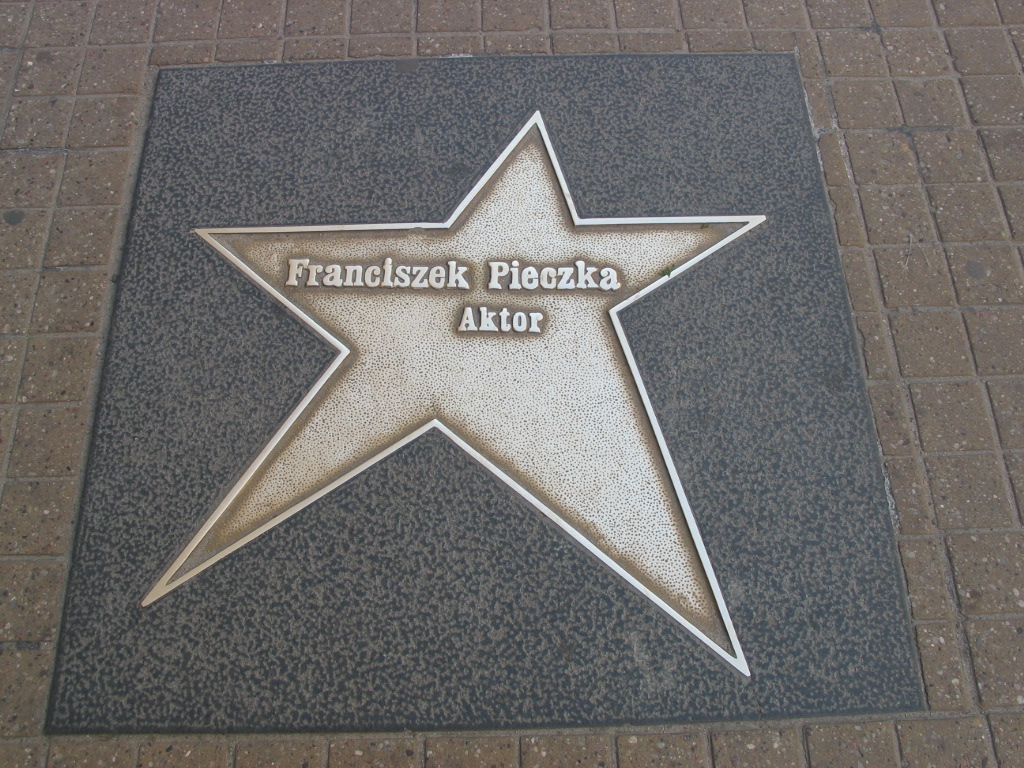
Gwiazda w łódzkiej Alei Gwiazd

### Odznaczenia
- Medal 10-lecia Polski Ludowej (1955)
- Złoty Krzyż Zasługi (1974)[18]
- Krzyż Kawalerski Orderu Odrodzenia Polski (1975)[19]
- Odznaka Zasłużony Działacz Kultury (1980)
- Medal 40-lecia Polski Ludowej
- Złoty Medal „Za zasługi dla obronności kraju”
- Krzyż Komandorski z Gwiazdą Orderu Odrodzenia Polski (5 stycznia 1998)[20]
- Złoty Medal „Zasłużony Kulturze Gloria Artis” (29 października 2008)[21]
- Krzyż Wielki Orderu Odrodzenia Polski (2011) nadany przez prezydenta Bronisława Komorowskiego za wybitne zasługi dla kultury narodowej, za osiągnięcia w twórczości artystycznej[22][23], dekoracja miała miejsce 3 maja tego samego roku w czasie uroczystości na Zamku Królewskim z okazji Święta Narodowego 3 Maja[24].
- Odznaka „Honoris Gratia” (2013)[1]
- Śląska Nagroda im. Juliusza Ligonia (2015)[25]
- Lux ex Silesia (2015)[26].
- Order Orła Białego nadany przez prezydenta Andrzeja Dudę w uznaniu znamienitych zasług dla kultury polskiej, za znaczący wkład w rozwój sztuki teatralnej i filmowej (2017)[27][28]

### Nagrody resortowe i filmowe
- „Srebrny Hugo”  na MFF w Chicago za najlepszą kreację męską – za rolę w filmie Żywot Mateusza reżyseria Witold Leszczyński (1969)[29]
- nagroda za pierwszoplanową rolę męską w filmie Perła w koronie na Lubuskim Lecie Filmowym w Łagowie (1972)
- nagroda za pierwszoplanową rolę męską w filmie Słońce wschodzi raz na dzień na Lubuskim Lecie Filmowym w Łagowie (1972)
- nagroda za rolę męską w filmie Blizna na Festiwalu Polskich Filmów Fabularnych w Gdańsku (1976)
- „Złoty Ekran” za rok 1984 za rolę w filmie Blisko, coraz bliżej
- nagroda za rolę męską w filmie Jańcio Wodnik na Festiwalu Polskich Filmów Fabularnych w Gdyni (1993)
- „Wielki Splendor” (1996)[30]
- Doroczna Nagroda Ministra Kultury i Dziedzictwa Narodowego – nagroda honorowa (2009)[31]
- Nagroda im. Cypriana Kamila Norwida w kategorii Teatr (2009)
- Polska Nagroda Filmowa Orzeł za osiągnięcia życia (2015)[32]
- Wielka Nagroda Festiwalu „Dwa Teatry” w Sopocie za wybitne kreacje aktorskie w Teatrze Polskiego Radia i Telewizji (2018)
- Nagroda im. Przemysława Gintrowskiego (2018)
- Doroczna Nagroda Ministra Kultury i Dziedzictwa Narodowego przyznana przez ministra Piotra Glińskiego za całokształt twórczości (2019)[33]

### Upamiętnienie

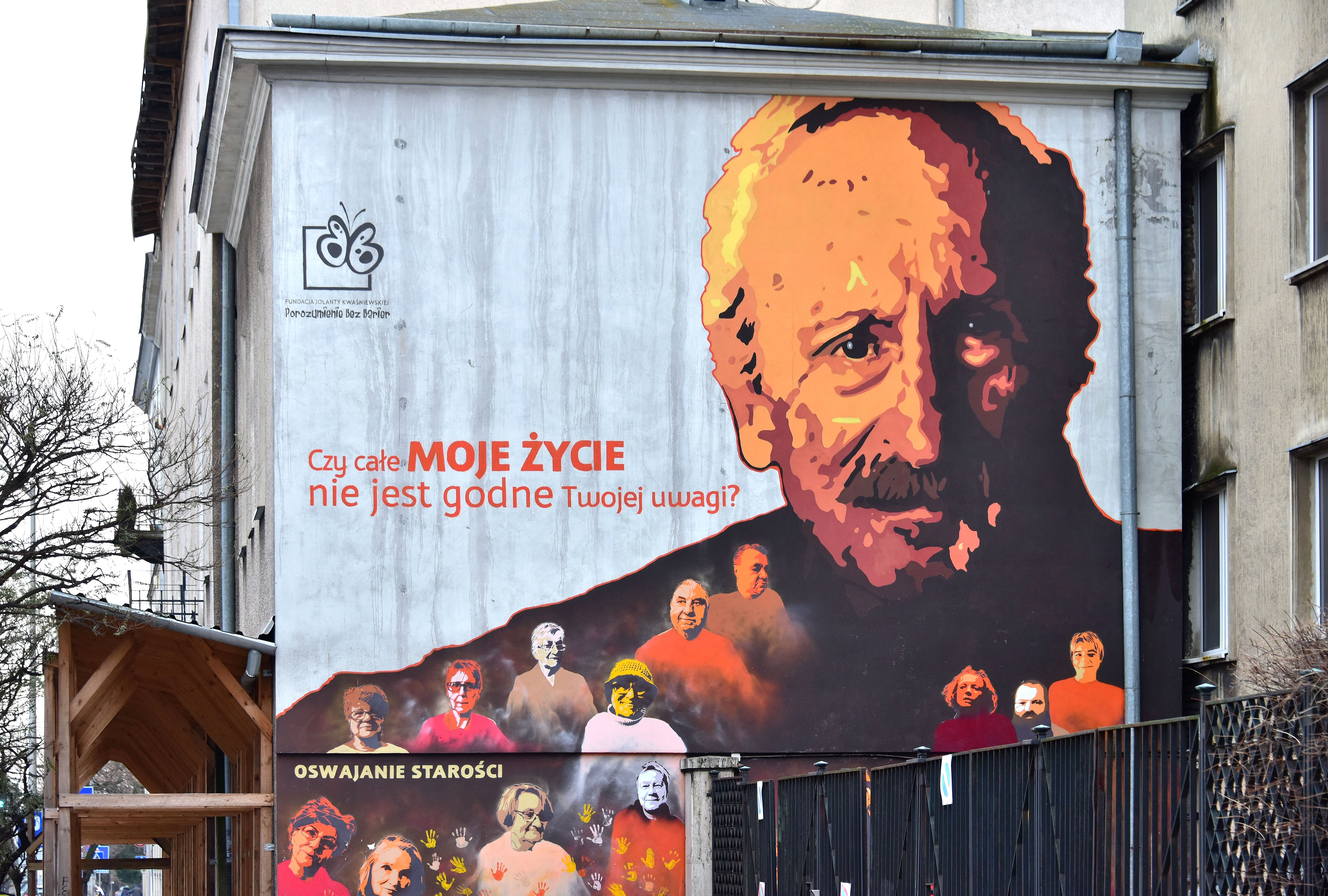
Mural z wizerunkiem Franciszka Pieczki, odsłonięty w 2016 w ramach programu Oswajanie starości prowadzonego przez fundację Porozumienie bez Barier, przy ul. Pięknej w Warszawie

- tytuł honorowego obywatela Godowa (2008)[34]
- w Katowicach, w Galerii Artystów na Placu Grunwaldzkim, zostało odsłonęte popiersie Franciszka Pieczki; autorem rzeźby jest Bogumił Burzyński (2023)[35]
- patron Szkoły Podstawowej przy Zespole Szkolno-Przedszkolnym w Godowie (2023)
- pomnik autorstwa Bogumiła Burzyńskiego w Godowie (2024)[36][37].